# 2e étape du Tour de France 2002
Pour un article plus général, voir Tour de France 2002.
La 2e étape du Tour de France 2002 a eu lieu le 8 juillet 2002 entre la ville de Luxembourg et Sarrebruck en Allemagne sur une distance de 181 km. Elle a été remportée par l'Espagnol Óscar Freire (Mapei-Quick Step) devant l'Australien Robbie McEwen (Lotto-Adecco) et l'Allemand Erik Zabel (Telekom) et l'Australien Robbie McEwen (Lotto-Adecco). le Suisse Rubens Bertogliati (Lampre-Daikin) converse le maillot jaune à l'issue de l'étape.

## Classement de l'étape
| \| Classement de l'étape \| Classement de l'étape \| Classement de l'étape \| Classement de l'étape \| Classement de l'étape \| \| Coureur \| Coureur \| Pays \| Équipe \| Temps \| \| --------------------- \| --------------------- \| --------------------- \| --------------------- \| --------------------- \| \| 1er \| Óscar Freire \| Espagne \| Mapei-Quick Step \| 4 h 19 min 51 s \| \| 2e \| Robbie McEwen \| Australie \| Lotto-Adecco \| + 0 s \| \| 3e \| Erik Zabel \| Allemagne \| Telekom \| + 0 s \| \| 4e \| Baden Cooke \| Australie \| Fdjeux.com \| + 0 s \| \| 5e \| Jaan Kirsipuu \| Estonie \| AG2R Prévoyance \| + 0 s \| \| 6e \| Andrej Hauptman \| Slovénie \| Tacconi Sport \| + 0 s \| \| 7e \| Pedro Horrillo \| Espagne \| Mapei-Quick Step \| + 0 s \| \| 8e \| Fred Rodriguez \| États-Unis \| Domo-Farm Frites \| + 0 s \| \| 9e \| Gian Matteo Fagnini \| Italie \| Telekom \| + 0 s \| \| 10e \| Stuart O'Grady \| Australie \| Crédit Agricole \| + 0 s \| |                     |            |                  |                 |
| |                     |            |                  |                 |
| |                     |            |                  |                 |
| Classement de l'étape |                     |            |                  |                 |
| Coureur | Coureur             | Pays       | Équipe           | Temps           |
| 1er | Óscar Freire        | Espagne    | Mapei-Quick Step | 4 h 19 min 51 s |
| 2e | Robbie McEwen       | Australie  | Lotto-Adecco     | + 0 s           |
| 3e | Erik Zabel          | Allemagne  | Telekom          | + 0 s           |
| 4e | Baden Cooke         | Australie  | Fdjeux.com       | + 0 s           |
| 5e | Jaan Kirsipuu       | Estonie    | AG2R Prévoyance  | + 0 s           |
| 6e | Andrej Hauptman     | Slovénie   | Tacconi Sport    | + 0 s           |
| 7e | Pedro Horrillo      | Espagne    | Mapei-Quick Step | + 0 s           |
| 8e | Fred Rodriguez      | États-Unis | Domo-Farm Frites | + 0 s           |
| 9e | Gian Matteo Fagnini | Italie     | Telekom          | + 0 s           |
| 10e | Stuart O'Grady      | Australie  | Crédit Agricole  | + 0 s           |

## Classement général
Au classement général, le Suisse Rubens Bertogliati (Lampre-Daikin) conserve le maillot jaune. Il devance maintenant le maillot vert Erik Zabel (Telekom) qui se rapproche a deux secondes grâce aux bonifications. Le Français Laurent Jalabert (CSC-Tiscali) se retrouve troisième, toujours à trois secondes du leader. Autre changement dans le top 10, l'entrée à la neuvième place d'Óscar Freire (Mapei-Quick Step).
| \| Classement général \| Classement général \| Classement général \| Classement général \| Classement général \| \| Coureur \| Coureur \| Pays \| Équipe \| Temps \| \| ------------------ \| ------------------ \| ------------------ \| ------------------------------- \| ------------------ \| \| 1er \| Rubens Bertogliati \| Suisse \| Lampre-Daikin \| 9 h 18 min 12 s \| \| 2e \| Erik Zabel \| Allemagne \| Telekom \| + 2 s \| \| 3e \| Laurent Jalabert \| France \| CSC-Tiscali \| + 3 s \| \| 4e \| Lance Armstrong \| États-Unis \| US Postal Service \| DQ \| \| 5e \| Raimondas Rumšas \| Lituanie \| Lampre-Daikin \| + 6 s \| \| 6e \| Santiago Botero \| Colombie \| Kelme-Costa Blanca \| + 7 s \| \| 7e \| David Millar \| Royaume-Uni \| Cofidis-Le Crédit par Téléphone \| + 8 s \| \| 8e \| Laurent Brochard \| France \| Jean Delatour \| + 9 s \| \| 9e \| Óscar Freire \| Espagne \| Mapei-Quick Step \| + 11 s \| \| 10e \| Dario Frigo \| Italie \| Tacconi Sport \| + 11 s \| |                    |             |                                 |                 |
| |                    |             |                                 |                 |
| |                    |             |                                 |                 |
| Classement général |                    |             |                                 |                 |
| Coureur | Coureur            | Pays        | Équipe                          | Temps           |
| 1er | Rubens Bertogliati | Suisse      | Lampre-Daikin                   | 9 h 18 min 12 s |
| 2e | Erik Zabel         | Allemagne   | Telekom                         | + 2 s           |
| 3e | Laurent Jalabert   | France      | CSC-Tiscali                     | + 3 s           |
| 4e | Lance Armstrong    | États-Unis  | US Postal Service               | DQ              |
| 5e | Raimondas Rumšas   | Lituanie    | Lampre-Daikin                   | + 6 s           |
| 6e | Santiago Botero    | Colombie    | Kelme-Costa Blanca              | + 7 s           |
| 7e | David Millar       | Royaume-Uni | Cofidis-Le Crédit par Téléphone | + 8 s           |
| 8e | Laurent Brochard   | France      | Jean Delatour                   | + 9 s           |
| 9e | Óscar Freire       | Espagne     | Mapei-Quick Step                | + 11 s          |
| 10e | Dario Frigo        | Italie      | Tacconi Sport                   | + 11 s          |

## Classements annexes
| Classement par points | Classement par points | Classement par points | Classement par points | Classement par points |
| Coureur               | Coureur               | Pays                  | Équipe                | Points                |
| --------------------- | --------------------- | --------------------- | --------------------- | --------------------- |
| 1er                   | Erik Zabel            | Allemagne             | Telekom               | 62 pts                |
| 2e                    | Óscar Freire          | Espagne               | Mapei-Quick Step      | 57 pts                |
| 3e                    | Robbie McEwen         | Australie             | Lotto-Adecco          | 56 pts                |
| 4e                    | Stuart O'Grady        | Australie             | Crédit Agricole       | 40 pts                |
| 5e                    | Rubens Bertogliati    | Suisse                | Lampre-Daikin         | 35 pts                |

| Classement par points | Classement par points | Classement par points | Classement par points | Classement par points |
| Coureur               | Coureur               | Pays                  | Équipe                | Points                |
| --------------------- | --------------------- | --------------------- | --------------------- | --------------------- |
| 1er                   | Erik Zabel            | Allemagne             | Telekom               | 62 pts                |
| 2e                    | Óscar Freire          | Espagne               | Mapei-Quick Step      | 57 pts                |
| 3e                    | Robbie McEwen         | Australie             | Lotto-Adecco          | 56 pts                |
| 4e                    | Stuart O'Grady        | Australie             | Crédit Agricole       | 40 pts                |
| 5e                    | Rubens Bertogliati    | Suisse                | Lampre-Daikin         | 35 pts                |

| Classement de la montagne | Classement de la montagne | Classement de la montagne | Classement de la montagne | Classement de la montagne |
| Coureur                   | Coureur                   | Pays                      | Équipe                    | Points                    |
| ------------------------- | ------------------------- | ------------------------- | ------------------------- | ------------------------- |
| 1er                       | Stéphane Bergès           | France                    | AG2R Prévoyance           | 26 pts                    |
| 2e                        | Christophe Mengin         | France                    | Fdjeux.com                | 23 pts                    |
| 3e                        | Ludo Dierckxsens          | Belgique                  | Lampre-Daikin             | 15 pts                    |
| 4e                        | Patrice Halgand           | France                    | Jean Delatour             | 6 pts                     |
| 5e                        | Sylvain Chavanel          | France                    | Bonjour                   | 6 pts                     |

| Classement de la montagne | Classement de la montagne | Classement de la montagne | Classement de la montagne | Classement de la montagne |
| Coureur                   | Coureur                   | Pays                      | Équipe                    | Points                    |
| ------------------------- | ------------------------- | ------------------------- | ------------------------- | ------------------------- |
| 1er                       | Stéphane Bergès           | France                    | AG2R Prévoyance           | 26 pts                    |
| 2e                        | Christophe Mengin         | France                    | Fdjeux.com                | 23 pts                    |
| 3e                        | Ludo Dierckxsens          | Belgique                  | Lampre-Daikin             | 15 pts                    |
| 4e                        | Patrice Halgand           | France                    | Jean Delatour             | 6 pts                     |
| 5e                        | Sylvain Chavanel          | France                    | Bonjour                   | 6 pts                     |

| Classement du meilleur jeune | Classement du meilleur jeune | Classement du meilleur jeune | Classement du meilleur jeune    | Classement du meilleur jeune |
| Coureur                      | Coureur                      | Pays                         | Équipe                          | Temps                        |
| ---------------------------- | ---------------------------- | ---------------------------- | ------------------------------- | ---------------------------- |
| 1er                          | Rubens Bertogliati           | Suisse                       | Lampre-Daikin                   | 9 h 18 min 12 s              |
| 2e                           | David Millar                 | Royaume-Uni                  | Cofidis-Le Crédit par Téléphone | + 8 s                        |
| 3e                           | Ivan Basso                   | Italie                       | Fassa Bortolo                   | + 23 s                       |
| 4e                           | Baden Cooke                  | Australie                    | Fdjeux.com                      | + 23 s                       |
| 5e                           | Sandy Casar                  | France                       | Fdjeux.com                      | + 24 s                       |

| Classement du meilleur jeune | Classement du meilleur jeune | Classement du meilleur jeune | Classement du meilleur jeune    | Classement du meilleur jeune |
| Coureur                      | Coureur                      | Pays                         | Équipe                          | Temps                        |
| ---------------------------- | ---------------------------- | ---------------------------- | ------------------------------- | ---------------------------- |
| 1er                          | Rubens Bertogliati           | Suisse                       | Lampre-Daikin                   | 9 h 18 min 12 s              |
| 2e                           | David Millar                 | Royaume-Uni                  | Cofidis-Le Crédit par Téléphone | + 8 s                        |
| 3e                           | Ivan Basso                   | Italie                       | Fassa Bortolo                   | + 23 s                       |
| 4e                           | Baden Cooke                  | Australie                    | Fdjeux.com                      | + 23 s                       |
| 5e                           | Sandy Casar                  | France                       | Fdjeux.com                      | + 24 s                       |

| Classement par équipes | Classement par équipes          | Classement par équipes | Classement par équipes |
| Équipe                 | Équipe                          | Pays                   | Temps                  |
| ---------------------- | ------------------------------- | ---------------------- | ---------------------- |
| 1re                    | CSC-Tiscali                     | Danemark               | 27 h 55 min 19 s       |
| 2e                     | Cofidis-Le Crédit par Téléphone | France                 | + 3 s                  |
| 3e                     | US Postal Service               | États-Unis             | + 3 s                  |
| 4e                     | Kelme-Costa Blanca              | Espagne                | + 5 s                  |
| 5e                     | ONCE-Eroski                     | Espagne                | + 9 s                  |

| Classement par équipes | Classement par équipes          | Classement par équipes | Classement par équipes |
| Équipe                 | Équipe                          | Pays                   | Temps                  |
| ---------------------- | ------------------------------- | ---------------------- | ---------------------- |
| 1re                    | CSC-Tiscali                     | Danemark               | 27 h 55 min 19 s       |
| 2e                     | Cofidis-Le Crédit par Téléphone | France                 | + 3 s                  |
| 3e                     | US Postal Service               | États-Unis             | + 3 s                  |
| 4e                     | Kelme-Costa Blanca              | Espagne                | + 5 s                  |
| 5e                     | ONCE-Eroski                     | Espagne                | + 9 s                  |